# Wellington (football, 1981)
Pour les articles homonymes, voir Wellington (homonymie).
Wellington Katzor de Oliveira est un footballeur brésilien né le 4 septembre 1981 à Santos. Il évolue au poste de milieu de terrain.

## Biographie
Wellington joue au Brésil, en Israël, au Japon et en Thaïlande.
Il participe à la Copa Libertadores, à la Copa Sudamericana, et à la Ligue Europa.

## Palmarès
- Champion du Brésil en 2002 avec le Santos FC
- Vice-champion du Brésil en 2005 avec le SC Internacional
- Vainqueur du Campeonato Gaúcho en 2004 et 2005 avec le SC Internacional
- Vainqueur de la Coupe d'Israël en 2007 avec l'Hapoël Tel-Aviv